# Morimus ovalis
Morimus ovalis là một loài bọ cánh cứng trong họ Cerambycidae.